# オリガ・サラドゥハ

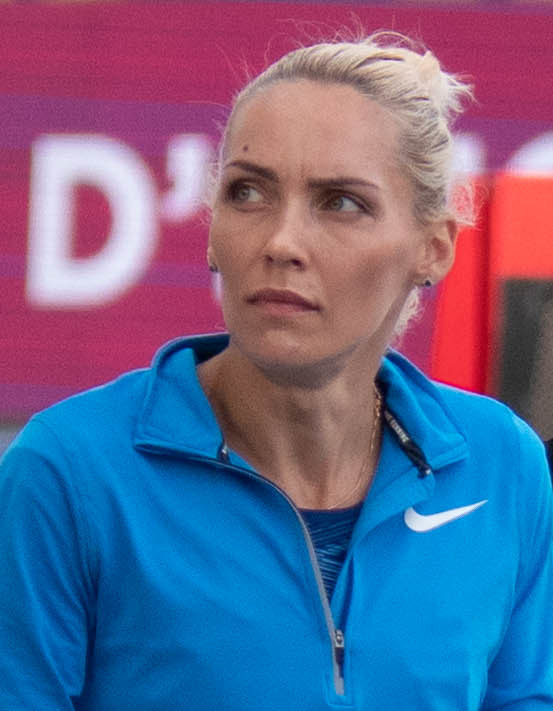
2019

オリガ・サラドゥハ（ウクライナ語: Ольга Саладуха、ラテン文字転写：Olha Saladuha、1983年6月4日 - ）は、ウクライナ・ドネツィク出身の陸上競技三段跳の選手。オルハ・サラドゥハと表記することもある。

## 経歴
三段跳で2012年のロンドンオリンピックで銅メダルを獲得し、オリンピック前に開かれた2011年の世界選手権と2012年のヨーロッパ選手権では優勝している。連覇をかけて臨んだ2013年の世界選手権では14m65をマークし、銅メダルとなった。
個人記録は、2012年6月29日にヘルシンキで行われたヨーロッパ選手権で記録した14m99である。また、走幅跳の自己ベストは6m37。

## 成績
| 年   | 大会                                 | 開催地                      | 順位 | 記録            |
| ---- | ------------------------------------ | --------------------------- | ---- | --------------- |
| 1999 | 世界ユース陸上競技選手権大会         | ポーランド ブィドゴシュチュ | 9位  | 12m76           |
| 2001 | ヨーロッパジュニア陸上競技選手権大会 | イタリア グロッセート       | 9位  | 13m07           |
| 2002 | 世界ジュニア選手権                   | ジャマイカ キングストン     | 5th  | 13.17 m         |
| 2005 | ヨーロッパU23陸上競技選手権          | ドイツ エアフルト           | 4位  | 13m93           |
| 2005 | ユニバーシアード                     | トルコ イズミル             | 2位  | 13m96           |
| 2006 | ヨーロッパ選手権                     | スウェーデン イェーテボリ   | 4位  | 14m38           |
| 2006 | IAAFワールドアスレチックファイナル   | ドイツ シュットゥットガルト | 6位  | 14m04           |
| 2006 | ワールドカップ                       | ギリシャ アテネ             | 6位  | 14m16           |
| 2007 | ユニバーシアード                     | タイ バンコク               | 1位  | 14m79（PB）     |
| 2007 | 世界選手権                           | 日本 大阪                   | 7位  | 14m60           |
| 2008 | 世界室内選手権                       | スペイン バレンシア         | 6位  | 14m32           |
| 2008 | オリンピック                         | 中国 北京                   | 9位  | 14m70           |
| 2010 | ヨーロッパ選手権                     | スペイン バルセロナ         | 1位  | 14m81（EL）     |
| 2011 | 世界選手権                           | 韓国 大邱                   | 1位  | 14m94           |
| 2012 | ヨーロッパ選手権                     | フィンランド ヘルシンキ     | 1位  | 14m99（WL, PB） |
| 2012 | オリンピック                         | イギリス ロンドン           | 3位  | 14m79           |
| 2013 | ヨーロッパ室内選手権                 | スウェーデン イェーテボリ   | 1位  | 14m88（WL, NR） |
| 2013 | 世界選手権                           | ロシア モスクワ             | 3位  | 14m65           |
| 2014 | ヨーロッパ選手権                     | スイス チューリッヒ         | 1位  | 14m73（SB）     |